# Upeneus
Upeneus son un género de peces de la familia Mullidae. 

## Especies
Se conocen las siguientes especies válidas en este género:
- Upeneus asymmetricus Lachner, 1954
- Upeneus australiae Kim y Nakaya, 2002
- Upeneus davidaromi Golani, 2001
- Upeneus doriae (Günther, 1869)
- Upeneus filifer (Ogilby, 1910)
- Upeneus francisi Randall y Guézé, 1992
- Upeneus guttatus (Day, 1868)
- Upeneus heemstra Uiblein y Gouws, 2014
- Upeneus indicus Uiblein y Heemstra, 2010
- Upeneus itoui Yamashita, Golani y Motomura, 2011
- Upeneus japonicus (Houttuyn, 1782)
- Upeneus lombok Uiblein y White, 2015
- Upeneus luzonius Jordan y Seale, 1907
- Upeneus margarethae Uiblein y Heemstra, 2010
- Upeneus mascareinsis Fourmanoir y Guézé, 1967
- Upeneus moluccensis (Bleeker, 1855)
- Upeneus mouthami Randall y Kulbicki, 2006
- Upeneus niebuhri Guézé, 1976
- Upeneus nigromarginatus Bos, 2014
- Upeneus oligospilus Lachner, 1954
- Upeneus parvus Poey, 1852
- Upeneus pori Ben-Tuvia y Golani, 1989
- Upeneus quadrilineatus Cheng y Wang, 1963
- Upeneus randalli Uiblein y Heemstra, 2011
- Upeneus saiab Uiblein y Lisher, 2013
- Upeneus seychellensis Uiblein y Heemstra, 2011
- Upeneus stenopsis Uiblein y McGrouther, 2012
- Upeneus suahelicus Uiblein y Heemstra, 2010
- Upeneus subvittatus (Temminck y Schlegel, 1843)
- Upeneus sulphureus Cuvier, 1829
- Upeneus sundaicus (Bleeker, 1855)
- Upeneus supravittatus Uiblein y Heemstra, 2010
- Upeneus taeniopterus Cuvier, 1829
- Upeneus tragula Richardson, 1846
- Upeneus vanuatu Uiblein y Causse, 2013
- Upeneus vittatus (Forsskål, 1775)
- Upeneus xanthogrammus Gilbert, 1892